# Vance Air Force Base

i7
i11
i13
Die Vance Air Force Base (IATA-Code: END, ICAO-Code: KEND, FAA-LID: END) ist ein Flughafen des Air Education and Training Command im US-Bundesstaat Oklahoma nahe der Stadt Enid.

## Geschichte
Kurz vor dem Eintritt der Vereinigten Staaten in den Zweiten Weltkrieg wurde im Sommer 1941 durch das United States Army Air Corps begonnen, eine Fläche südlich der Stadt Enid in ein Flugfeld umzubauen. Bereits im November 1941 begann der Flugbetrieb. Auf dem Flughafen wurden von Beginn an Piloten ausgebildet, die entsprechende Ausbildungseinrichtung erhielt den Namen Enid Army Flying School im März 1942. 1943 wurde der Flugplatz in Enid Army Air Field umbenannt und im Januar 1947 nach der Ausbildung von etwa 9000 Piloten aufgrund fehlenden Bedarfs nach dem Ende des Krieges deaktiviert.
1947 wurden auch die United States Army Air Forces in die neue Teilstreitkraft United States Air Force umgewandelt. Diese entschied bereits im August 1948, einen weiteren Stützpunkt betreiben zu wollen, auf dem sie Piloten ausbilden konnte. Somit wurde das Flugfeld wieder eröffnet und 1949 in Vance Air Force Base umbenannt nach einem aus Enid stammenden Träger der Medal of Honor, Lieutenant Colonel Leon Robert Vance. Vance erhielt die Auszeichnung für seinen Einsatz auf dem europäischen Kriegsschauplatz als Pilot eines Bombers und wird seit einem Flug an Bord eines Transportflugzeuges in die Vereinigten Staaten zur medizinischen Behandlung seit Juli 1944 vermisst.
Stand Januar 2022 sind auf dem Flugplatz ca. 200 Luftfahrzeuge stationiert, die im Jahr etwa 50.000 Missionen absolvieren und dabei 74.000 Flugstunden produzieren. Eingesetzt werden Flugzeuge der Muster T-1A Jayhawk, T-6A Texan II und T-38C Talon. Dadurch ist die Host Unit, das 71st Flying Training Wing, in der Lage, jedes Jahr etwa 300 neue Piloten für die United States Air Force auszubilden.

## Infrastruktur
Der Flughafen kann sowohl nach Sichtflugregeln als auch nach Instrumentenflugregeln angeflogen werden. Für Anflüge bei schlechtem Wetter stehen auf die Landebahnen 17C, 17R, 35C und 35L Anflüge mit einem Instrumentenlandesystem zur Verfügung. Außerdem ist aus beiden Anflugrichtungen ein GPS-gestützter Anflug oder ein Anflug mit Hilfe von Drehfunkfeuer und Tactical Air Navigation (TACAN) möglich.